# SPE Strovolos Nicosie
Maillots
Le SPE Strovolos Nicosie est un club de handball chypriote basé à Nicosie, évoluant au plus haut niveau dans son championnat.

## Palmarès
- Championnat de Chypre (19): 1990, 1991, 1992, 1993, 1994, 1997, 1998, 1999, 2000, 2002, 2003, 2004, 2005, 2006, 2007, 2009, 2010, 2011, 2012, 2014
- Coupe de Chypre (18): 1991, 1992, 1993, 1994, 1997, 1998, 1999, 2000, 2002, 2003, 2004, 2005, 2006, 2008, 2009, 2010, 2011, 2012